# 피노키오 (2022년 애니메이션 영화)
《피노키오》 또는 《기예르모 델 토로의 피노키오》(영어: Guillermo del Toro's Pinocchio, 스페인어: Pinocho de Guillermo del Toro)는 2022년 개봉한 스톱 모션 뮤지컬 판타지 코미디 드라마 애니메이션 영화이다. 기예르모 델 토로가 공동연출과 공동각본을 맡았다. 제95회(2023년) 아카데미 장편 애니메이션상 수상작이다.

## 성우진
- 그레고리 맨 - 피노키오 역
- 이완 맥그리거 - 말하는 귀뚜라미 역
- 데이비드 브래들리 - 제페토 역
- 핀 울프하드 - 램프 심지 / 루치뇰로 역
- 케이트 블란쳇 - 비둘기 역
- 존 터투로 - 체리 역
- 론 펄먼 - 만지아푸오꼬 역
- 팀 블레이크 넬슨 - 코치맨 역
- 번 고먼
- 크리스토프 발츠 - 여우 역
- 틸다 스윈튼 - 터키색 머리카락을 가진 요정 역